# Saison 6 de Rick et Morty
Chronologie
Saison 5 Saison 7
La sixième saison de Rick et Morty a été diffusée aux États-Unis sur Adult Swim à partir du 4 septembre 2022,.
La saison avait été commandée avant la fin de la diffusion de la quatrième saison de la série, en mai 2020.

## Épisodes
| No. | #  | Titre,                                                                      | Réalisation         | Scénario              | Date de diffusion | Date de diffusion (VOD)                         | Audience |
| --- | -- | --------------------------------------------------------------------------- | ------------------- | --------------------- | ----------------- | ----------------------------------------------- | -------- |
| 62  | 1  | Solaricks                                                                   | Jacob Hair          | Albro Lundy           | 4 septembre 2022  | 5 septembre 2022 (VOSTFr) 28 octobre 2022 (VF)  |          |
| 63  | 2  | Une Mort-vie bien vécue Rick: A Mort Well Lived                             | Kyoung Hee Lim      | Alex Rubens           | 11 septembre 2022 | 12 septembre 2022 (VOSTFr) 28 octobre 2022 (VF) |          |
| 64  | 3  | Bethic Instinct Bethic Twinstinct                                           | Douglas Einar Olsen | Anne Lane             | 18 septembre 2022 | 19 septembre 2022 (VOSTFr) 28 octobre 2022 (VF) |          |
| 65  | 4  | Famille nocturne Night Family                                               | Jacob Hair          | Rob Schrab            | 25 septembre 2022 | 26 septembre 2022 (VOSTFr) 28 octobre 2022 (VF) |          |
| 66  | 5  | Desmithation finale Final DeSmithation                                      | Douglas Einar Olsen | Heather Anne Campbell | 2 octobre 2022    | 3 octobre 2022 (VOSTFr) 28 octobre 2022 (VF)    |          |
| 67  | 6  | JuRicksic Mort Juricksic Mort                                               | Kyoung Hee Lim      | Nick Rutherford       | 9 octobre 2022    | 10 octobre 2022 (VOSTFr) 28 octobre 2022 (VF)   |          |
| 68  | 7  | Le Héros aux mille et un Rick Full Meta Jackrick                            | Lucas Gray          | Alex Rubens           | 20 novembre 2022  | 21 novembre 2022 (VOSTFr) 23 décembre 2022 (VF) |          |
| 69  | 8  | De mal en pisse Analyze Piss                                                | Fill Marc Sagadraca | James Siciliano       | 27 novembre 2022  | 28 novembre 2022 (VOSTFr) 23 décembre 2022 (VF) |          |
| 70  | 9  | Les Rickvalier du Roi Morthur A Rick in King Mortur's Mort                  | Jacob Hair          | Anne Lane             | 4 décembre 2022   | 5 décembre 2022 (VOSTFr) 23 décembre 2022 (VF)  |          |
| 71  | 10 | Le Père Rick-Noël est une Mortyure Ricktional Mortpoon's Rickmas Mortcation | Kyoung Hee Lim      | Scott Marder          | 11 décembre 2022  | 12 décembre 2022 (VOSTFr) 23 décembre 2022 (VF) |          |